# Dissodon purpurascens
Dissodon purpurascens là một loài rêu trong họ Splachnaceae. Loài này được (Hook. f. & Wilson) Müll. Hal. mô tả khoa học đầu tiên năm 1851.